# Gmina Mariager
Gmina Mariager (duń. Mariager Kommune) – w latach 1970–2006 (włącznie) jedna z gmin w Danii w ówczesnym okręgu Århus Amt. 
Siedzibą władz gminy było miasto Mariager. 
Gmina Mariager została utworzona 1 kwietnia 1970 na mocy reformy podziału administracyjnego Danii. Po kolejnej reformie w 2007 r. weszła w skład nowych gmin Randers i Mariagerfjord.

## Dane liczbowe
- Liczba ludności: (♀ 4205 + ♂ 4095) = 8300
  - wiek 0-6: 8,0%
  - wiek 7-16: 14,4%
  - wiek 17-66: 62,4%
  - wiek 67+: 15,2%
- zagęszczenie ludności: 41,3 osób/km²
- bezrobocie: 5,0% osób w wieku 17-66 lat
- cudzoziemcy z UE, Skandynawii i USA: 128 na 10 000 osób
- cudzoziemcy z krajów Trzeciego Świata: 127 na 10 000 osób
- liczba szkół podstawowych: 3 (liczba klas: 55)